# Coupe d'Allemagne de football 1966-1967
Navigation
Édition précédente Édition suivante
La coupe d'Allemagne de football 1966-1967 est la vingt quatrième édition de l'histoire de la compétition. La finale a lieu à Stuttgart au  Neckarstadion. 
Le Bayern Munich remporte le trophée pour la troisième fois de son histoire. Il bat en finale le Hambourg SV sur le score de 4 buts à 0.

## Tour de qualification
Résultats du tour de qualification
| Date           | Domicile                | Extérieur           | Score |
| -------------- | ----------------------- | ------------------- | ----- |
| 25 - 12 - 1966 | Altona 93               | 1. FC Nürnberg      | 2 - 1 |
| 31 - 12 - 1966 | Kultur SV Hessen Kassel | Eintracht Francfort | 6 - 2 |

## Premier tour
Résultats du premier tour
| Date           | Domicile                  | Extérieur                | score           |
| -------------- | ------------------------- | ------------------------ | --------------- |
| 14 - 01 - 1967 | 1. FC Saarbrücken         | VfB Stuttgart            | 2 - 4           |
| 14 - 01 - 1967 | FC Schalke 04             | Borussia Mönchengladbach | 4 - 2           |
| 14 - 01 - 1967 | Borussia Dortmund         | 1.FC Cologne             | 2 - 2 (a. p .)  |
| 14 - 01 - 1967 | Eintracht Brunswick       | MSV Duisbourg            | 2 - 3 (a . p .) |
| 14 - 01 - 1967 | Duisburger FV 08          | Schwarz-Weiß Essen       | 0 - 2           |
| 14 - 01 - 1967 | Alemannia Aix-la-Chapelle | FK Pirmasens             | 1 - 1 (a . p .) |
| 14 - 01 - 1967 | SV Waldhof 07             | Fortuna Düsseldorf       | 1 - 3           |
| 14 - 01 - 1967 | Kultur SV Hessen Kassel   | Werder Brême             | 2 - 2 (a . p .) |
| 14 - 01 - 1967 | Hertha BSC Berlin         | Bayern Munich            | 2 - 3 (a . p .) |
| 14 - 01 - 1967 | Altona 93                 | Hambourg SV              | 0 - 6           |
| 14 - 01 - 1967 | Rot-Weiss Essen           | Karlsruher SC            | 1 - 2           |
| 14 - 01 - 1967 | VfB Lübeck                | Kickers Offenbach        | 0 - 1 (a . p .) |
| 14 - 01 - 1967 | Arminia Hannover          | TSV 1860 Munich          | 1 - 4           |
| 14 - 01 - 1967 | SpVgg Erkenschwick        | Stuttgarter Kickers      | 1 - 0           |
| 15 - 01 - 1967 | Hannover 96 II            | Borussia Neunkirchen     | 2 - 2 (a . p .) |
| 18 - 01 - 1967 | 1. FC Kaiserslautern      | Hanovre 96               | 2 - 1           |

Matchs rejoués
| Date           | Domicile             | Extérieur                 | Score           |
| -------------- | -------------------- | ------------------------- | --------------- |
| 24 - 01 - 1967 | 1.FC Cologne         | Borussia Dortmund         | 1 - 0           |
| 25 - 01 - 1967 | Borussia Neunkirchen | Hannover 96 II            | 2 - 1           |
| 25 - 01 - 1967 | FK Pirmasens         | Alemannia Aix-la-Chapelle | 0 - 1           |
| 25 - 01 - 1967 | Werder Brême         | Kultur SV Hessen Kassel   | 2 - 1 (a . p .) |

## Huitièmes de finale
Résultats des huitièmes de finale
| Date           | Domicile                  | Extérieur          | score      |
| -------------- | ------------------------- | ------------------ | ---------- |
| 03 - 02 - 1967 | 1. FC Cologne             | Hambourg SV        | 0 - 0 a.p. |
| 04 - 02 - 1967 | Alemannia Aix-la-Chapelle | Karlsruher SC      | 4 - 2      |
| 04 - 02 - 1967 | Borussia Neunkirchen      | Werder Brême       | 1 - 1 a.p. |
| 04 - 02 - 1967 | VfB Stuttgart             | FC Schalke 04      | 0 - 1      |
| 04 - 02 - 1967 | 1. FC Kaiserslautern      | Kickers Offenbach  | 0 - 0 a.p. |
| 04 - 02 - 1967 | Schwarz-Weiß Essen        | Fortuna Düsseldorf | 1 - 1 a.p. |
| 04 - 02 - 1967 | SpVgg Erkenschwick        | Bayern Munich      | 1 - 3      |
| 04 - 02 - 1967 | TSV 1860 Munich           | MSV Duisbourg      | 1 - 0      |

 Matchs rejoués
| Date           | Domicile           | Extérieur            | score      |
| -------------- | ------------------ | -------------------- | ---------- |
| 15 - 02 - 1967 | Hambourg SV        | 1. FC Cologne        | 2 - 0      |
| 15 - 02 - 1967 | Kickers Offenbach  | 1. FC Kaiserslautern | 1 - 0 a.p. |
| 15 - 02 - 1967 | Werder Brême       | Borussia Neunkirchen | 1 - 2      |
| 15 - 02 - 1967 | Fortuna Düsseldorf | Schwarz-Weiß Essen   | 1 - 0      |

## Quarts de finale
Résultats des quarts de finale
| Date           | Domicile                  | Extérieur            | Score     |
| -------------- | ------------------------- | -------------------- | --------- |
| 23 - 03 - 1967 | TSV 1860 Munich           | Fortuna Düsseldorf   | 2 - 0     |
| 25 - 03 - 1967 | Kickers Offenbach         | Hambourg SV          | 0-0* a.p. |
| 25 - 03 - 1967 | Alemannia Aix-la-Chapelle | Borussia Neunkirchen | 3 - 1     |
| 25 - 03 - 1967 | FC Schalke 04             | Bayern Munich        | 2 - 3     |

- Le Hambourg SV se qualifie pour le tour suivant en match d'appui contre les Kickers Offenbach grâce à une victoire 2-0 à domicile le 12 / 04 / 1967.

## Demi-finales
Résultats des demi-finales
| Date           | Domicile      | Extérieur                 | Score |
| -------------- | ------------- | ------------------------- | ----- |
| 06 - 05 - 1967 | Bayern Munich | TSV 1860 Munich           | 3 - 1 |
| 06 - 05 - 1967 | Hambourg SV   | Alemannia Aix-la-Chapelle | 3 - 1 |

## Finale
| Entraîneur :     |
| Tschik Čajkovski |

| Entraîneur :    |
| Josef Schneider |

| Entraîneur :     |
| Tschik Čajkovski |

| Entraîneur :    |
| Josef Schneider |